# Micronevrina mediivitta
Micronevrina mediivitta är en tvåvingeart som beskrevs av Permkam och Albany Hancock 1995. Micronevrina mediivitta ingår i släktet Micronevrina och familjen borrflugor. Inga underarter finns listade i Catalogue of Life.